# Vsevolod Emiljevič Mejerchold
Vsevolod Emiljevič Mejerchold-Reich (9. února 1874 – 2. února 1940) byl ruský avantgardní režisér a herec, divadelní teoretik, zakladatel stylizovaného divadla v Rusku a představitel konstruktivismu.

## Život

### Mládí, studium a herecké začátky (1874–1905)
Vsevolod Mejerchold se narodil 28. ledna (9. února) 1874 v Penze v rusko-německé rodině s židovskou tradicí jako Karl Kazimir Teodor Meyerhold. Jeho otec byl majitelem továrny na výrobu vodky. Když dovršil osmnáct let, po smrti otce, přestoupil na pravoslavnou víru a změnil si jméno a příjmení (křestní jméno Vsevolod zvolil na památku svého oblíbeného spisovatele Vsevoloda Garšina). Po absolvování gymnázia v roce 1895 se stal posluchačem právnické fakulty Moskevské univerzity, ale již po prvním semestru studia zanechal a začal se věnovat divadlu. Ve dvaadvaceti letech se oženil se svou láskou Olgou Mundt. Na podzim roku 1896 byl přijat do divadelní školy Moskevské filharmonie, kterou řídil V. I. Němirovič-Dančenko spolu s A. A. Fedotoverm. Školu absolvoval v roce 1898, pří čemž jeho herecké výkony byly oceněny nejvyšší známkou a byla mu udělena pamětní stříbrná medaile. Po bankrotu rodinné firmy se Mejercholdova manželka přestěhovala do Moskvy, kde se jim narodila dcera. Mejerchold musel živit rodinu a v nově založeném Moskevském uměleckém divadle (MCHAT) začal pracovat jako herec. K jeho učitelům patřili režiséři Stanislavskij a Němirovič-Dančenko, oba představitelé realistického proudu v ruském divadle. V zahajovací sezoně Mejerchold z celkového počtu 130 představení vystoupil v devadesáti. Kromě vlastní herecké práce se Mejerchold během první sezony podílel na vypracování statutu divadla a byl členem divadelní rady. Účinkoval v legendárním představení Čechovova Racka v roli Trepleva a jako první ztvárnil roli Tuzenbacha ve Třech sestrách (1901).
V roce 1902, po čtyřech úspěšných sezónách, z divadla odešel a vydal se na samostatnou režisérskou dráhu. S novým souborem odjel na jih Ruského impéria do Chersonu na Ukrajině a absolvoval zájezd do kulturně zaostalých gubernií, kde uváděl tituly odpovídající vkusu publika, aby získal prostředky pro další existenci. V roce 1903 založil Tovaryšstvo nového dramatu s repertoárem zaměřeným na dramata A. P. Čechova (Višňový sad, Tři sestry), s nímž účinkoval mj. ve Tbilisi. Činnost Tovaryšstva skončila v roce 1905, i když formálně existovalo ještě dva roky. Během své existence divadlo realizovalo kolem 200 představení.
V květnu 1905 v Moskvě založil Divadlo-Studio, jako pobočku MCHAT a pozvolna se propracovával k teorii symbolického herectví. V roce 1906 po roztržce se Stanislavským v názorech na práci s herci divadlo opustil. Zabýval se myšlenkou na otevření nového studia Maják, která však na zásah carského ministerstva vnitra nebyla realizována.

### Režisérem v Petrohradu (1906–1916)
Od roku 1906 působil na významných scénách v Petrohradě, kam odjel na pozvání známé ruské herečky V. F. Komissarževské. V jejím Novém činoherním divadle získal velkou popularitu a uznání jako režisér–experimentátor. Propagoval tzv. stylizované divadlo, které se odpoutává od reality. Inspirací mu byli především francouzští symbolisté. Stylizované dekorativní divadlo ignorovalo hercovu individualitu a herci připomínali loutky svými statickými pózami a monotónním přednesem. Přes úspěchy představení se V. F. Komissarževská s Mejercholdem po roce rozešla.
V roce 1906 se profiloval už i jako teoretik divadla. Tehdy vznikla jeho kritická úvaha Domluvené divadlo, kterou v roce 1913 spolu s dalšími svými texty vydal ve sborníku O divadle. Jeho hlavní teze byly:
- Divadlo má stavět na jednoduché gesticko-mimické herecké technice. Herectví se má vyznačovat extrémní rytmizací řeči a pohybu a blížit se tanci a pantomimě.
- Divadlo má osvobodit herce od fixace na malířskou dekoraci, základem scény se mají stát jednoduché stavební prvky (schody, plošiny, zástěny, praktikábly, žebříky apod.).
- Je třeba odstranit rampu. Jeviště se má nacházet ve stejné úrovni jako hlediště a oba prostory mají být propojeny.
- Divák se má stát spolutvůrcem divadla, tím, kdo dotváří scénické významy.[3]

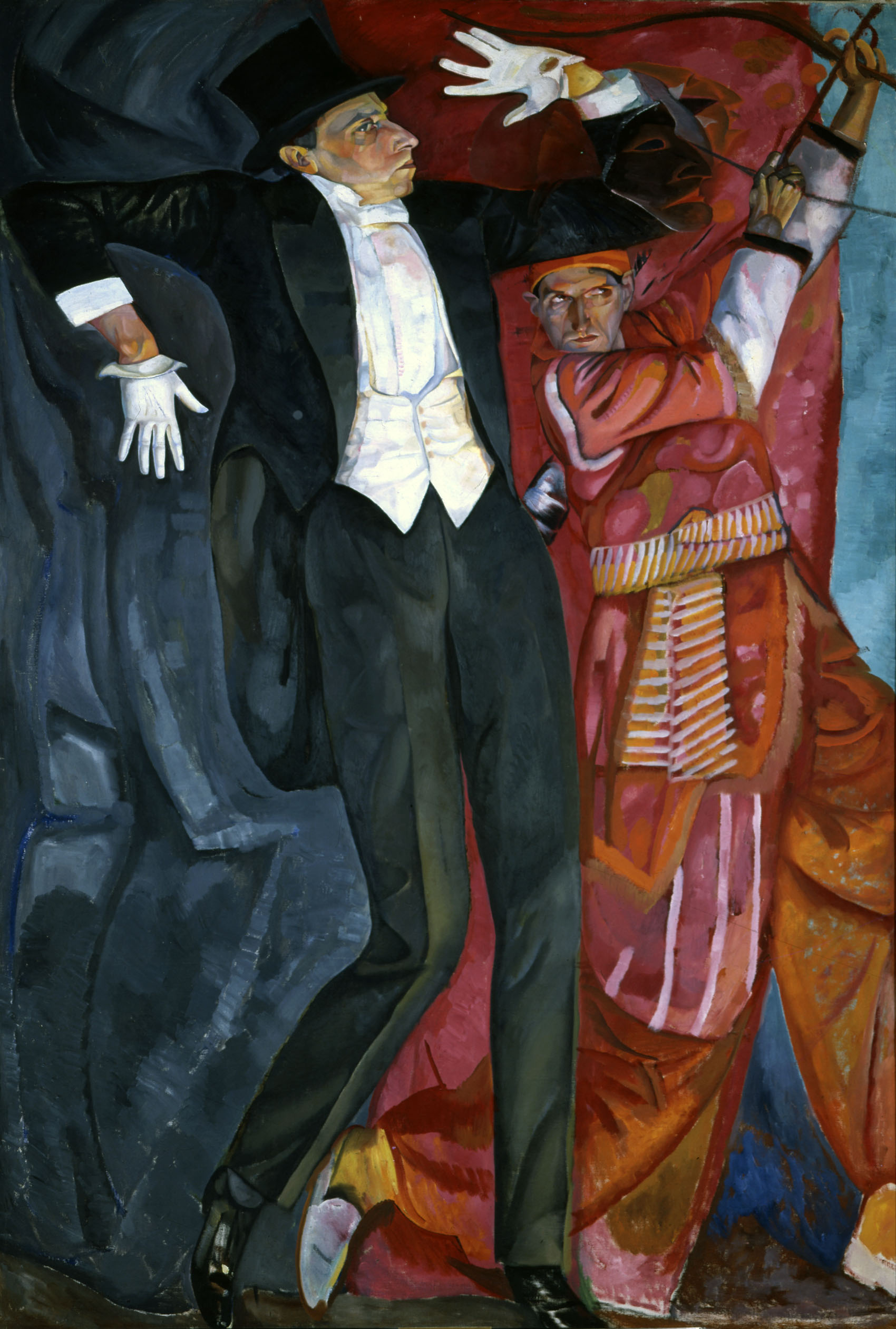
Mejercholdův portrét od B. Grigorjeva, 1916

V roce 1908 se Mejerchold stal režisérem v petrohradském Alexandrinském divadle. Ze tří připravovaných představení se uskutečnilo jen jedno a Mejerchold se pokusil založit malou experimentální scénu Intimní divadlo v Lukomoří. V sezóně 1910–11 zahájil činnost Dům intermedií s repertoárem zaměřeným na grotesky, jednoaktovky a pásma krátkých výstupů. Zajímal se o pantomimu. V Alexandrinském divadle usiloval o zvýšení umělecké úrovně představení (např. Molierův Don Juan) a jeho vliv rostl. V roce 1911 režíroval v Mariinském divadle operu Boris Godunov. V roce 1912 inscenoval na břehu Finského zálivu ve volné přírodě představení španělského dramatika Calderóna. V roce 1913 odjel do Paříže, kde hostoval jako režisér. Po návratu založil vlastní studio v Petrohradě, které existovalo do roku 1918. Mejerchold tam učil techniku jevištního pohybu.
V dalších letech připravoval adaptaci Lermontovovy Maškarády, v níž převládaly dynamické scény s přesně určeným pohybem postav. Aplikoval zákony mechaniky na lidské tělo (Mejercholdova biomechanika). Smyslem je to, aby herec maximálně ovládl své tělo jako hudebník svůj nástroj. Představení s nákladnou a okázalou výpravou A. J. Golovina, které bylo původně určeno k 100. výročí narození Lermontova (1914), mělo premiéru 25. února 1917, kdy v Petrohradě vypukla revoluce. Kritikou bylo označeno za afektovaný výmysl a staženo z repertoáru.
V roce 1915 natočil film Portrét Doriana Graye, v němž vytvořil i hlavní roli. O rok později natočil film Silný člověk. Zkušenosti z filmování a některé postupy uplatnil později i v některých divadelních inscenacích (např. Ostrovského Les v roce 1924, Gogolův Revizor roku 1926, Trust D. E. – literární montáž podle Erenburgova románu).

### Vývoj po říjnové revoluci (1917–1919)
Byl rozporuplnou osobností. Do roku 1917 vystupoval jako švihák a extravagantní umělec (viz portrét malíře Borise Grigorjeva), potom se stal zastáncem revoluce a přidal se na stranu bolševiků. Své levicové názory prosazoval i do režijní práce. V listopadu 1917 pronesl na schůzi herců projev, v němž zazněla památná věta: „Nastal čas, aby do spícího hlediště vkročil proletariát a vzbudil divadlo k novému životu.“ Patřil ke skupině levicově orientovaných umělců podporujících novou sovětskou vládu ve státních divadlech. Vstoupil do Komunistické strany a stal se vedoucím petrohradské sekce Divadelního oddělení. Umění se mělo stát součástí života dělnické třídy. Mejerchold se hlásil k myšlence, že politická revoluce má přerůst v revoluci divadla.
Po říjnové revoluci v roce 1917 se Mejercholdovy inscenace stávají extrémně levicově orientovanými a sám Mejerchold byl v bývalých carských divadlech přezdíván jako rudogvardějec. V tomto období na oblíbenosti získala davová představení oslavující vítězství proletariátu, čemuž odpovídaly i Mejercholdovy projekty, které jsou typicky konstruktivistické.V Petrohradě režíroval monumentální představení pod širým nebem, která zobrazovala historické události 1917 a v nichž účinkovaly tisíce námořníků a dobrovolníků, byla použita skutečná bojová technika a výstřely z křižníku Aurora. Na závěr byl uspořádán ohňostroj a zněly dělové salvy.
V roce 1917 se seznámil v Petrohradě se Zinaidou Rajchovou, ženou básníka Sergeje Jesenina, do které se hluboce zamiloval.
V roce 1919 M. onemocněl tuberkulózou a odjel se léčit na Krym. V důsledku složitých politických poměrů a občanské války často měnil působiště. V Novorossijsku se dostal do bělogvardějského vězení.

### Působení v Moskvě – Státní divadlo V. E. Mejercholda (GOSTIM)

#### 20. léta – vlastní divadlo
Po osvobození Krymu Rudou armádou  se na návrh lidového komisaře Lunačarského vrátil roku 1920 do Moskvy, kde byl jmenován vedoucím divadelního oddělení Lidového komisariátu pro osvětu. Jeho levicové názory jsou vyjádřeny v programu hnutí Divadelní říjen. Propagoval myšlenku, že umění má sloužit politickým cílům.
V roce 1920 založil První Divadlo RSFSR. V něm uplatňoval své experimentální metody a uváděl revoluční představení. Jeho extravagantní umění a názory na přeměnu ruského divadla nebyly přijímány stranickými funkcionáři s pochopením a Mejerchold byl odvolán z funkce vedoucího divadelního oddělení. Politické špičky odsoudily provedení hry belgického symbolistického dramatika E. Verhaerena Svítání (1921). Činnost divadla trvala jen dvě sezony.
Ve 20. letech vytvořil Mejerchold své vůbec nejvýznamnější inscenace, které jsou výsledkem příklonu k ruskému konstruktivismu a uplatnění jeho osobité metody v herectví, kterou nazval biomechanikou. Systém cvičení měl herce naučit přesně ovládat své tělo a využívat jeho pohyb k vyvolání emocí. Znalost mechaniky vlastního těla může pomoci vytvořit jedinečnou výrazovou formu. Ve svém divadle zdokonaloval a zaváděl nové techniky režijní práce a nový přístup k výchově herců. Chtěl vytvořit styl odpovídající věku strojů.
Úzce spolupracoval s Majakovským. Jejich prvním společným představením byla Mystérie-buffa, symbolický obraz oslavující revoluční převrat a nový život. Monumentální jeviště propojovalo účinkující s publikem. Druhá verze z roku 1921 měla velký úspěch na mnoha scénách v Rusku.

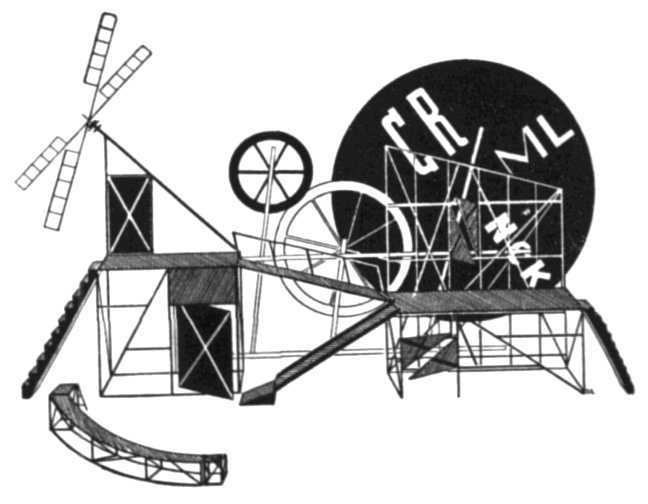
Scéna L. Popovové pro hru Velkolepý paroháč (1922)

V roce 1922 uvedl hru belgického expresionisty Fernanda Crommelyncka Velkolepý paroháč, ve které byly poprvé výrazně uplatněny principy biomechaniky v hereckém projevu a revoluční scénografické řešení ve stylu konstruktivismu (lešení, herci v kombinézách, cirkusové triky a pod.).
V těchto letech dosahoval největší životní úspěchy. V roce 1923 mu byl udělen titul Národní umělec Sovětské republiky a znovu získal vlastní divadlo, známé jako Státní divadlo V. E. Mejercholda (GOSTIM).
Politické špičky stále častěji jeho avantgardní divadelní inscenace podrobovaly kritice a opouštěli jej i diváci. Týkalo se to i jeho zpracování ruské divadelní klasiky: Gogolův Revizor (1927) nebo Gribojedovovo Hoře z rozumu (1928). V roce 1928 odjel na pět měsíců do Francie, odkud adresoval kulturním institucím Sovětského svazu dopis s žádostí o poskytnutí finančních prostředků, které by umožnily další existenci jeho divadla. Sovětské vedení tento dopis ostře odsoudilo a Mejerchold byl označen za představitele „rozběsněné maloburžoazní inteligence“. Na Stalinův zásah mu bylo umožněno pokračovat v činnosti. Po návratu do Moskvy inscenoval dvě Majakovského satiry na sovětskou byrokracii: Štěnici a Horkou lázeň, které však nebyly příznivě přijaty.

#### 30. léta – impresionistické období
Ve třicátých letech, zvláště po smrti Majakovského, Mejercholdovo divadlo hledalo nový repertoár. Tato léta byla dobou postupného útlumu revolučního Mejercholdova divadelního programu let dvacátých. Odkláněl se od biomechaniky k psychologicko-realistickému hereckému pojetí. Vrátil se ke klasickému repertoáru, ve kterém v hlavních rolích vystupovala jeho druhá manželka – herečka Zinaida Rajchová. Vrcholem tvorby závěrečné etapy režisérova života se staly impresionisticky laděné inscenace s nádhernou výpravou a stylizovanými dekoracemi: Dáma s kaméliemi (1934) A. Dumase a Piková dáma (1935) A. S. Puškina.
Hlavním důvodem Mejercholdova ústupu od radikálního programu předchozího desetiletí byl nepochybně především neustálý politický tlak na jeho osobu. V polovině 30. let, v souvislosti s počátkem éry stalinských čistek, se tento tlak proměnil ve skutečnou štvanici. Mejerchold byl prohlášen za formalistu a nepřítele socialistického umění (ve stalinistickém Rusku se ujalo obecné označení linie stylizovaného divadla jako „mejercholdovština“). Mejerchold se veřejně kál ze svých „hříchů“ spáchaných na divadle a distancoval se od své předchozí tvorby. Kritické útoky na něj se však dále stupňovaly a vyvrcholily likvidací jeho divadla. Mejerchold byl doslova na dlažbě.
Od roku 1936 se kritika vedoucích stranických orgánů zaměřila především na práci avantgardních divadel. Mejerchold byl nařčen, že kazil klasický repertoár, nevytvořil ani jednu sovětskou inscenaci a demoralizoval celý soubor. Rozhodl se nastudovat Ostrovského román Jak se kalila ocel. Premiéra měla být uvedena k 20. výročí říjnové revoluce, avšak zpracování se nelíbilo politickým představitelům. Hra pod názvem Jeden život byla zakázána a v novinách Pravda vyšel článek označující Mejercholdovu práci jako cizí sovětskému umění. V jeho práci byly shledávány buržoazní, formalistické přístupy. Usnesením Výboru pro umění v lednu 1938 bylo jeho divadlo zlikvidováno. K. S. Stanislavskij mu nabídl práci režiséra v operním divadle, kvůli jeho náhlému úmrtí to však nebylo realizováno. Se Stanislavským jej pojí ještě jedna skutečnost, a to opačný názor na užití herecké metody. Zatímco Stanislavský byl zastáncem realismu a historismu, Mejerchold vlastně vymyslel princip herecké biomechaniky, která na rozdíl od Stanislavského metody nekladla důraz na duši a herecké vyjádření, ale na tělo a jeho fyzické fungování.

### Zatčení a poprava

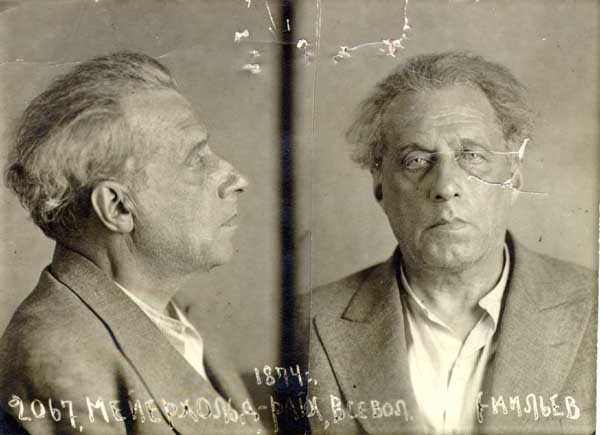
Fotografie po zatčení

I přesto, že zpočátku Mejerchold sympatizoval s bolševismem a revoluci v Rusku uvítal, během třicátých let začal otevřeně nesouhlasit s oklešťováním kultury a umění komunistickou stranou v čele se samotným Stalinem. Na jaře roku 1939 napsal drtivou kritiku soudobého stavu sovětské divadelní i umělecké scény, kde kritizoval především nejasné požadavky oficiálně konformních stranických struktur, které kladly důraz na odstranění všech podob formalismu. Podle Mejercholda komunistická strana za formalismus označovala vše, co nebylo v souladu s její stranickou linií, což je počátek konce avantgardy jako takové.
Dne 20. června téhož roku byl zatčen a později surově mučen. Poté, co napsal dopis hlavnímu prokurátorovi Vyšinskému, v němž  popsal hrůzné metody výslechů ze strany vyšetřovatele Borise Rodose, byl bez veřejného slyšení 2. února 1940 zastřelen. Jeho manželka Zinaida Rajchová, která protestovala proti jeho zatčení, byla v červenci 1939 nalezena v bytě brutálně zavražděná. Dokumenty k případu chyběly a žádné policejní vyšetřování se nekonalo.

## Rehabilitace

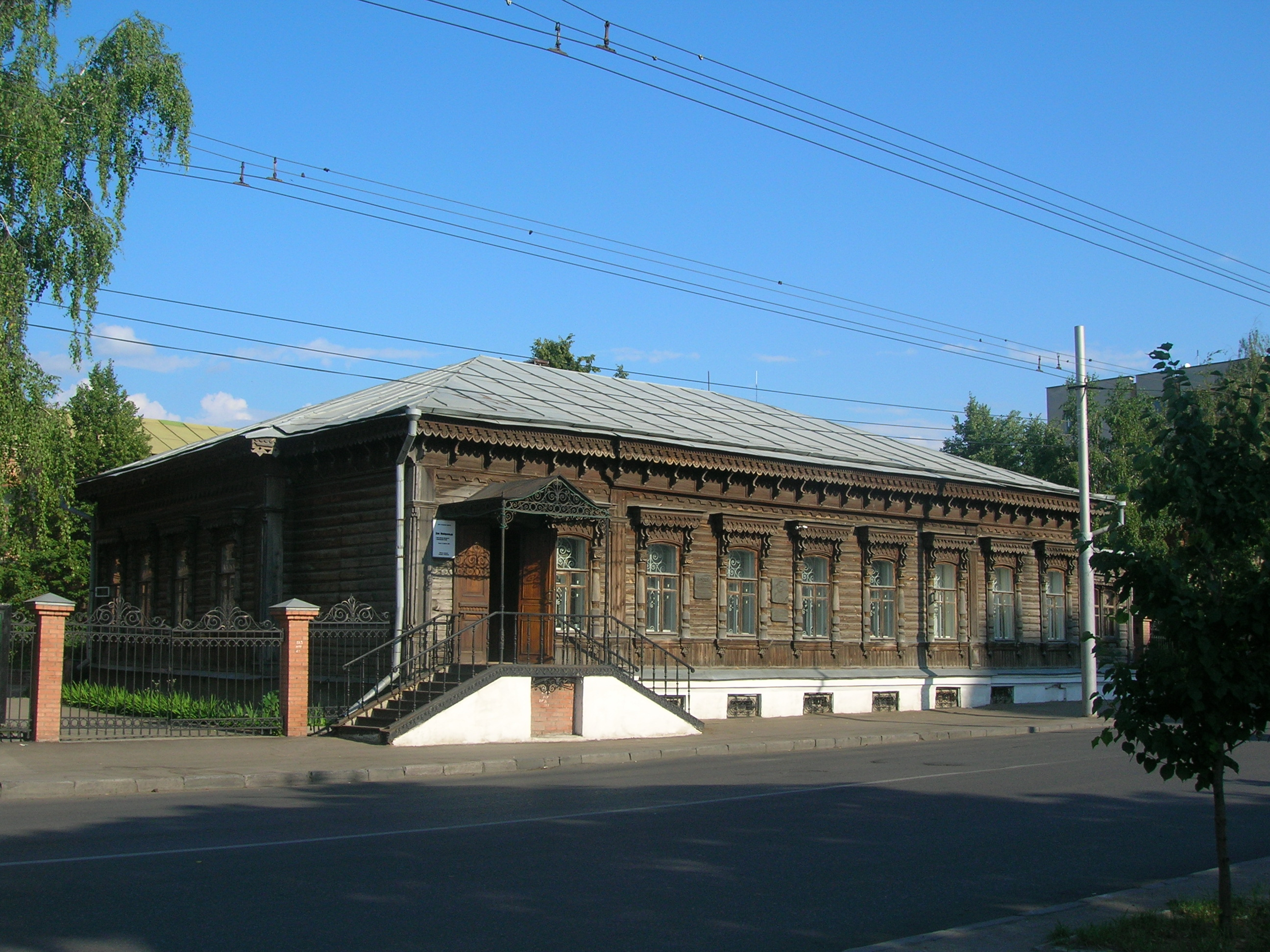
Mejercholdovo muzeum v Penze

V roce 1955 byl Mejerchold rehabilitován. Jeho vnučka nechala v roce 1956 postavit společný pomník Mejercholda a Rajchové na Vagankovském hřbitově v Moskvě, protože místo uložení jeho ostatků ani datum úmrtí nebylo známo. Teprve v únoru 1988 bylo Mejercholdově vnučce umožněno nahlédnout do spisu KGB a seznámit se s okolnostmi jeho zatčení a smrti. 2. února 1990 byl poprvé zveřejněn den úmrtí V. E. Mejercholda. Jeho popel byl uložen ve společném hrobě na hřbitově u Donského kláštera v Moskvě společně s mnoha dalšími oběťmi stalinského režimu.
Hned po oficiální rehabilitaci V. Mejercholda v roce 1955 vznikla komise zabývající se tvůrčím dědictvím režiséra. Koncem roku 1988 bylo přijato usnesení o vytvoření pamětní síně (Museum-byt) v Moskvě jako pobočky Státního divadelního muzea A. A. Bachrušina. V roce 1991 bylo založeno Mejercholdovo centrum zabývající se vědeckou a vzdělávací činností v oblasti divadelního umění. Památník mu v roce 1999 vytvořilo i rodné město Penza.

## Tvorba

### Divadelní tvorba

#### Herectví
- 1892 – Hoře z rozumu A. S. Gribojedov – Penzejský kroužek milovníků divadelního umění – Repetilov
- 1898 – Car Fjodor Ivanovič A. K. Tolstoj – režiséři K. S. Stanislavskij a V. I. Němirovič-Dančenko – Vasilij Šujskij
- 1898 – Kupec Benátský W. Shakespeare – princ Aragonský
- 1898 – Racek A. P. Čechov – režiséři K. S. Stanislavskij a V. I. Němirovič-Dančenko – Treplev
- 1899 – Smrt Ivana Hrozného A. K. Tolstoj – režiséři K. S. Stanislavskij a V. I. Němirovič-Dančenko – Ivan Hrozný
- 1899 – Antigona Sofokles – Tirézius
- 1899 – Osamělé duše G. Hauptmann – režiséři K. S. Stanislavskij a V. I. Němirovič-Dančenko – Johannes
- 1901 – Tři sestry A. P. Čechov – režiséři K. S. Stanislavskij a V. I. Němirovič-Dančenko – Tuzenbach
- 1907 – Bufonáda (Balagančik) A. A. Blok – Pierot

#### Režie
- 1906 – Bufonáda A. A. Blok – divadlo V. Komissarževské
- 1918 – Mystérie Buffa V. Majakovskij

Divadlo RSFSR
- 1920 – Svítání E. Verhaeren (společně s V. Bebutovem) – výtvarník V. Dmitrijev
- 1921 – Spolek mladých H. Ibsen
- 1921 – Mystérie Buffa V. Majakovskij (druhé nastudování společně s V. Bebutovem)
- 1922 – Nora H. Ibsen
- 1922 – Velkolepý paroháč F. Crommelynck – výtvarníci L. Popovová a V. V. Ljuce
- 1922 – Tarelkinova smrt A. Suchovo-Kobylin – režie S. Ejzeneštejn

Mejercholdovo divadlo (GOSTIM)
- 1923 – Země na konci S. M. Treťjakov – výtvarník L. Popovová
- 1924 – Trust D. E. Podle I. Erenburga – I. Šlepjanov, V. F. Fjodorov
- 1924 – Učitel Bubus A. Fajko – režie V. E. Mejerchold, výtvarník I. Šlepjanov
- 1924 – Les A. N. Ostrovskij – výtvarník V. Fjodorov
- 1925 – Mandát N. R. Erdmann – výtvarníci I. Šlepjanov, P. V. Williams
- 1926 – Revizor N. V. Gogol – výtvarník V. V. Dmitrijev, V. L. Kiselev, V. E. Mejerchold, I. Šlepjanov
- 1926 – Řvi, žlutá země S. M. Treťjakov – společně s pomocným režisérem V. Fjodoroverm, výtvarník S. M. Jefimenko
- 1927 – Okno do vesnice P. M. Akulšin, výtvarník V. A. Šestakov
- 1928 – Hoře rozumu podle komedie A. S. Gribojedova Hoře z rozumu – výtvarník N. P. Uljanov, hudba B. V. Asafjev
- 1929 – Štěnice V. Majakovskij – výtvarník Kukryniksy, A. M. Rodčenko, hudba D. D. Šostakovič
- 1929 – Velitel armády 2 I. L. Selvinskij – výtvarník V. V. Počitalov, scéna S. E. Vachtangov
- 1930 – Výstřel A. I. Bezimenskij – režiséři V. F. Zajčikov, S. V. Kozikov, A. E. Nestěrov, F. P. Bondarenko pod vedením V. Mejercholda, výtvarníci V. V. Kalinin, L. N. Pavlov
- 1930 – Horká lázeň V. Majakovskij – výtvarník A. A. Dejneka, scéna S. E. Vachtangov, hudba V. Šebalin
- 1931 – Poslední rozhodující V. V. Višněvskij – architekt S. E. Vachtangov
- 1931 – Seznam díkůvzdání J. Oleša – výtvarník K. K. Savickij, V. E. Mejerchold, I. Lejstikov
- 1933 – Přistoupení J. L. German – výtvarník I. Lejstikov
- 1933 – Svatba Krečinského A. V. Suchovo-Kobylin – výtvarník V. A. Šestakov
- 1934 – Dáma s kaméliemi A. Dumas ml. – výtvarník I. Lejstikov
- 1935 – 33 omdlení podle povídek A. P. Čechova – výtvarník V. A. Šestakov

Jiná divadla
- 1917 – Maškaráda M. J. Lermontov – Alexandrinské divadlo Petrohrad
- 1923 – Jezero Ljul A. Fajko – Divadlo revoluce
- 1933 – Doj Juan J. B. Moliere – Leningradské divadlo dramatu
- 1935 – Kamenný host A. S. Puškin – rozhlasové představení

### Filmografie
- Portrét Doriana Graye (1915) – režisér, scenárista, představitel role lorda Henryho
- Silný člověk (1917) – režisér
- Bílý orel (1928) – produkce

## České překlady
- MEJERCHOLD, Vsevolod Èmil'jevič. Přestavba divadla: úvahy o moderním divadle a jeho funkci. Praha: Athos, 1946. 56 s.
- MEJERCHOLD, Vsevolod Èmil'jevič et al. Moderní tvář divadla. Překlad Karel Martínek. Vyd. 1. Praha: Československý spisovatel, 1962. 155 s. cnb000111108.